# Reinhold Elstner
Reinhold Elstner (* 1920 in der Tschechoslowakei; † 26. April 1995 in München) war ein deutscher Geschichts-Revisionist, der infolge einer politisch motivierten Selbstverbrennung starb und damit bekannt wurde.

## Selbstverbrennung
Elstner wurde in der Tschechoslowakei geboren. Im Alter von 75 Jahren zündete sich der frühere Wehrmachtssoldat und sudetendeutsche Heimatvertriebene am 25. April 1995 auf den Stufen der Münchener Feldherrnhalle aus Protest gegen die Wehrmachtsausstellung selbst an. Laut einem mit revisionistischem Gedankengut durchsetzten Abschiedsbrief wollte er „mit dem Flammentod als Fanal ein sichtbares Zeichen“ setzen. Am Folgetag erlag er seinen Verletzungen.

## Bezugnahme
Im Oktober 1995 verwendete der österreichische Terrorist Franz Fuchs den Namen Elstners als Absender einer an die Flüchtlingshelferin Maria Loley gerichteten Briefbombe. Am 25. April 2004 wollte eine dem rechtsextremen Spektrum zuzuordnende Gruppe an der Feldherrnhalle eine Mahnwache zur Erinnerung an Elstner durchführen, musste diese aber auf Anordnung der Münchener Stadtverwaltung an einen anderen Ort verlegen. Ein gegen diese Anordnung gerichtetes gerichtliches Verfahren blieb ohne Erfolg. Bis einschließlich 2022 wurden jährlich am 25. April in München Mahnwachen für Elstner abgehalten, an denen sich beispielsweise auch die neonazistische Partei Der III. Weg beteiligte.